# Cavanillesia platanifolia
Cavanillesia platanifolia är en malvaväxtart som beskrevs av Carl Sigismund Kunth. Cavanillesia platanifolia ingår i släktet Cavanillesia och familjen malvaväxter. Inga underarter finns listade i Catalogue of Life.

## Bildgalleri

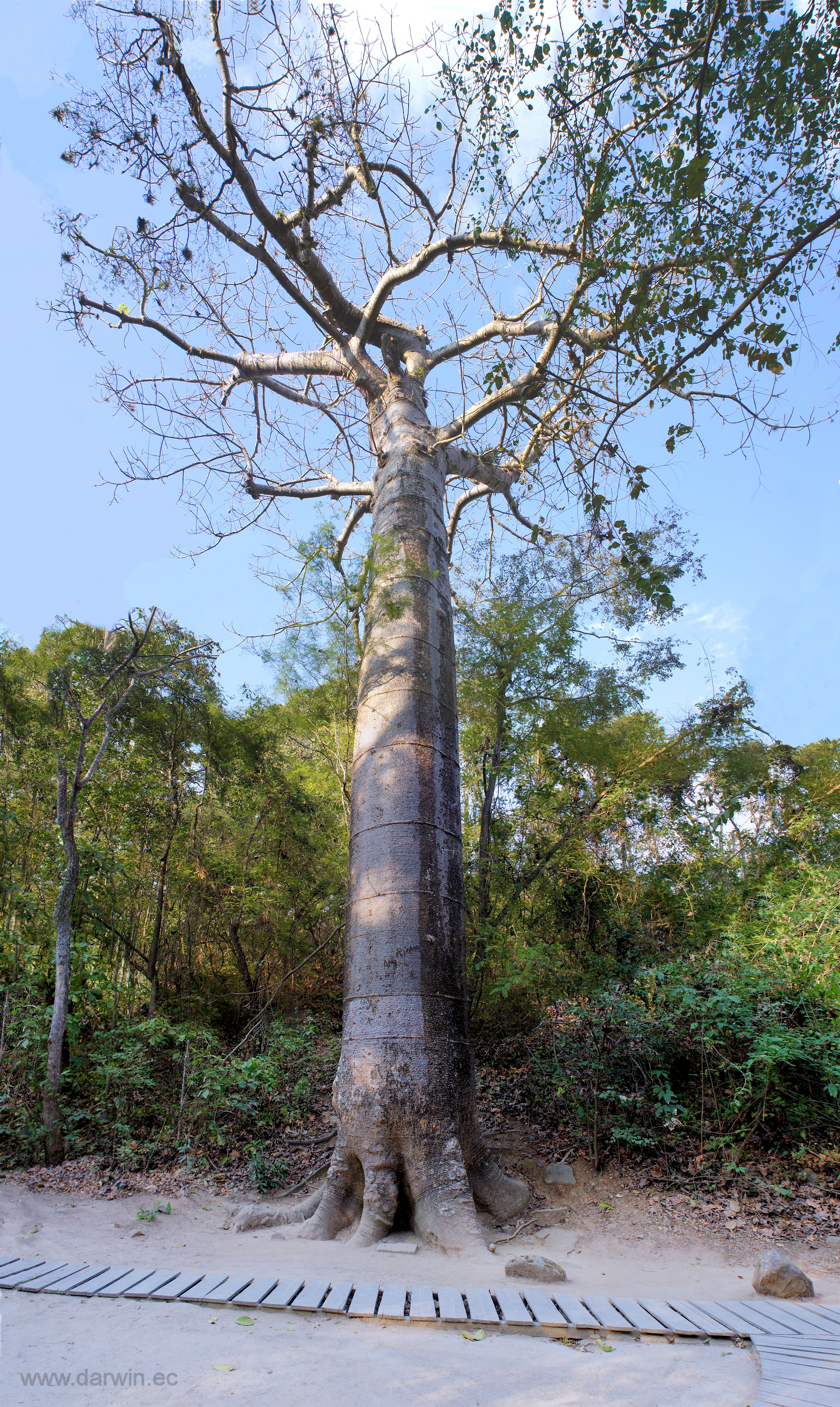
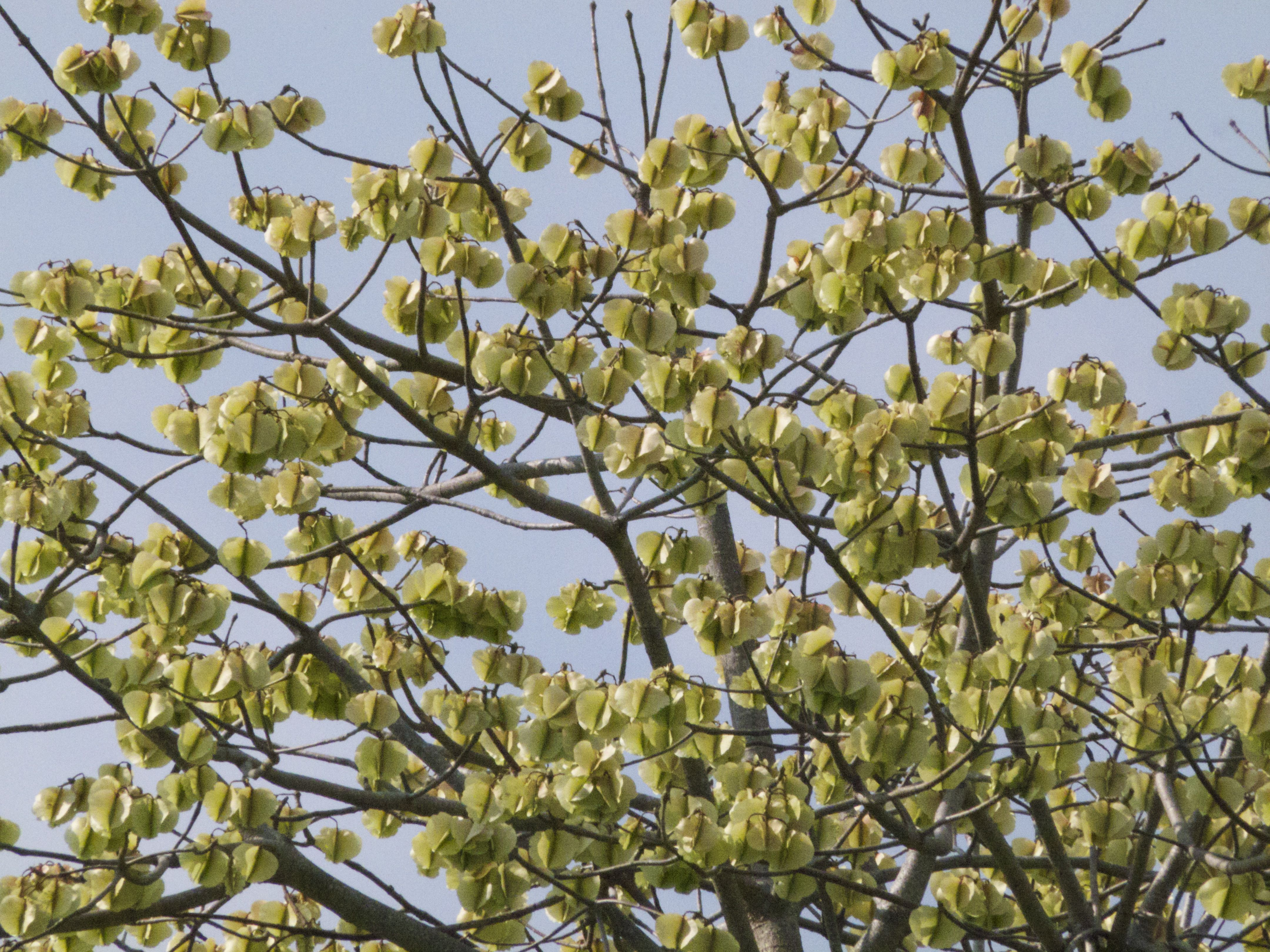
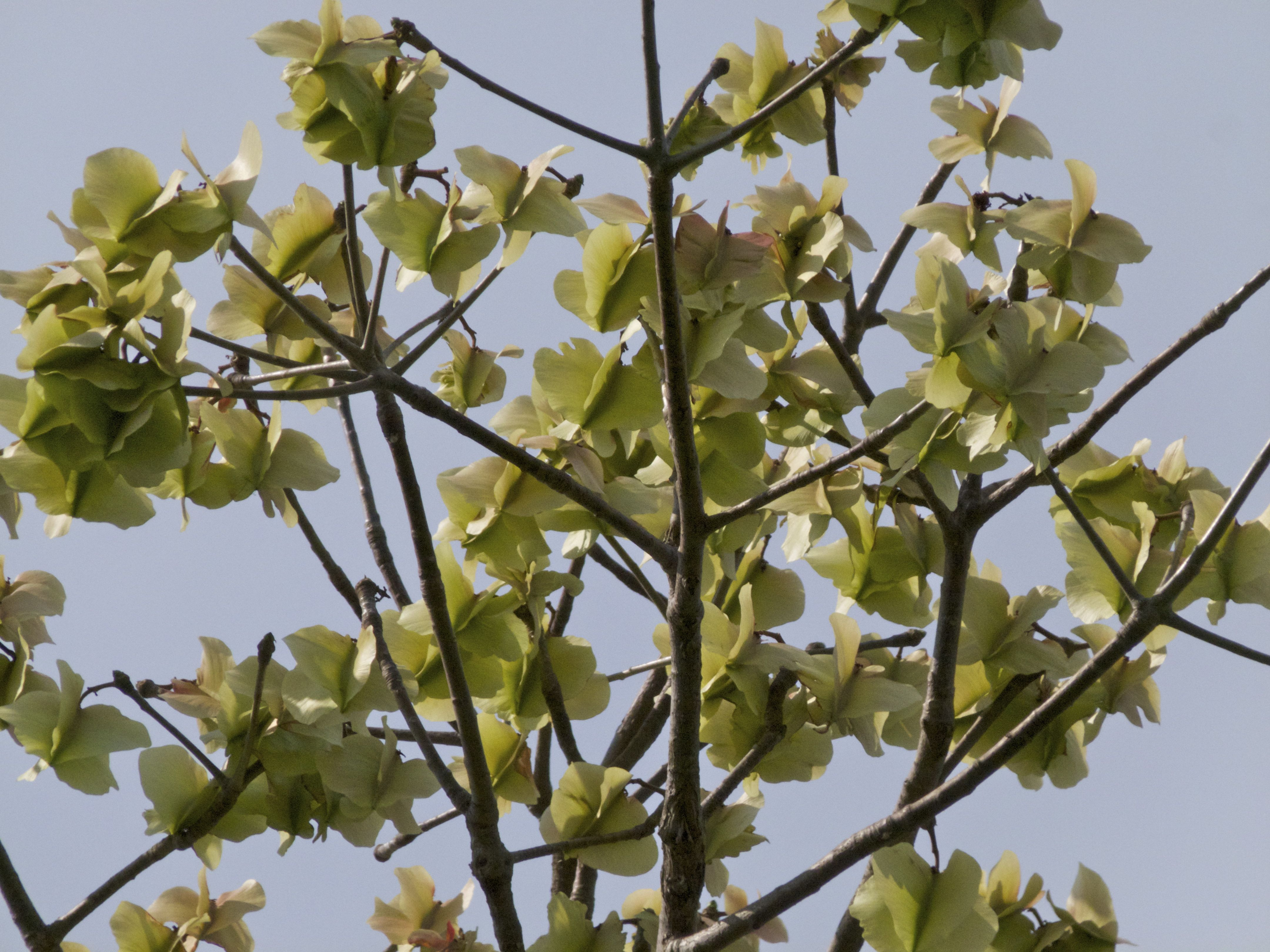
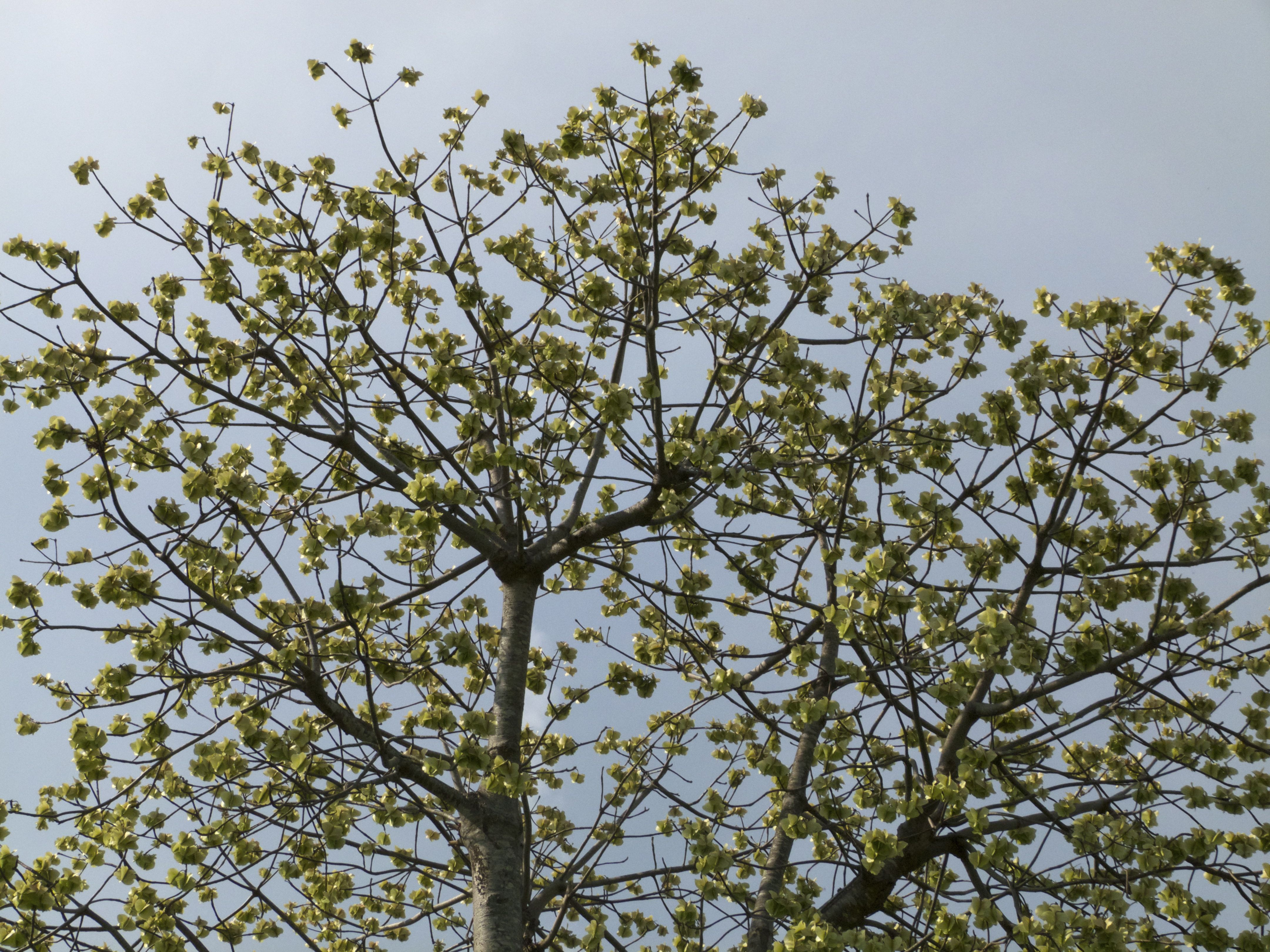
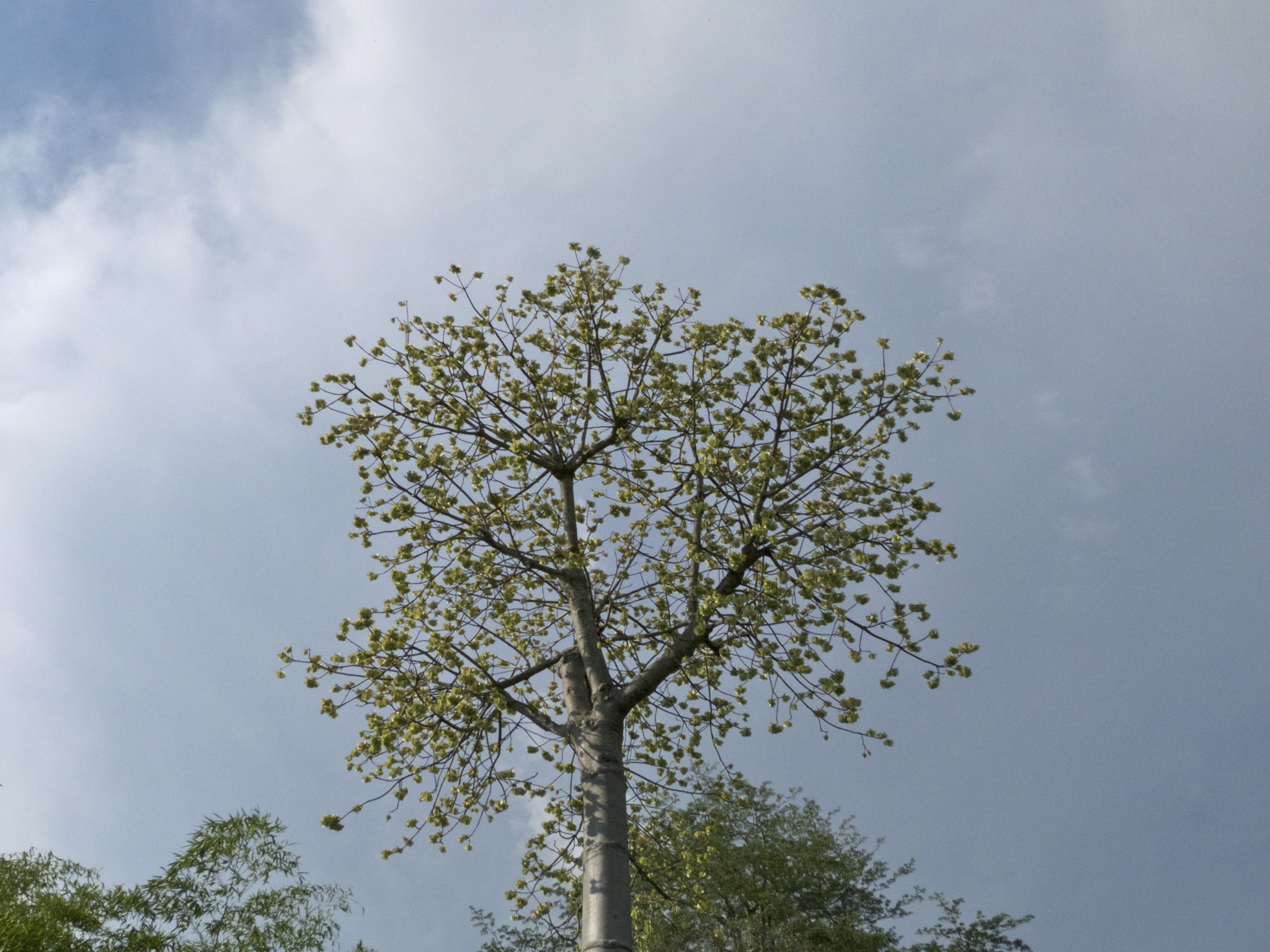
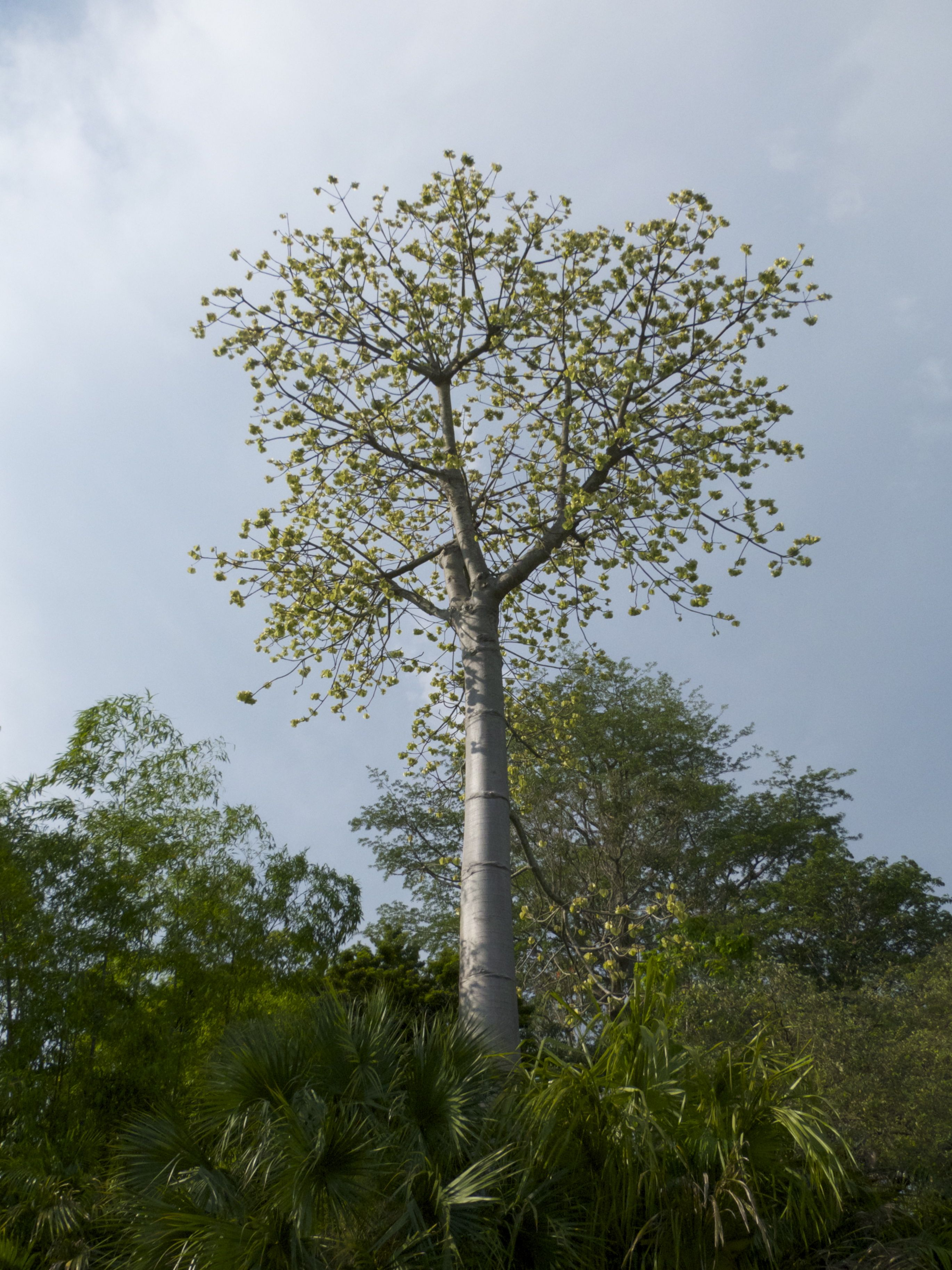